# Eremiaphila persica
Eremiaphila persica es una especie de mantis de la familia Eremiaphilidae.

## Distribución geográfica
Se encuentra en Irán, Azerbaiyán y Turquía.